# ISO 3166-2:CL
L'ISO 3166-2:CL est la portion de la norme ISO 3166-2 qui permet de désigner les subdivisions géographiques du Chili.

## Régions (16)
| Code  | Nom (français)                                     | Nom officiel (espagnol)                             |
| ----- | -------------------------------------------------- | --------------------------------------------------- |
| CL-AI | Région d'Aysén del General Carlos Ibáñez del Campo | Región de Aysén del General Carlos Ibáñez del Campo |
| CL-AN | Région d'Antofagasta                               | Región de Antofagasta                               |
| CL-AP | Région d'Arica et Parinacota                       | Región de Arica y Parinacota                        |
| CL-AR | Région de l'Araucanie                              | Región de La Araucanía                              |
| CL-AT | Région d'Atacama                                   | Región de Atacama                                   |
| CL-BI | Région du Biobío                                   | Región del Biobío                                   |
| CL-CO | Région de Coquimbo                                 | Región de Coquimbo                                  |
| CL-LI | Région du Libertador General Bernardo O'Higgins    | Región del Libertador General Bernardo O'Higgins    |
| CL-LL | Région des Lacs                                    | Región de Los Lagos                                 |
| CL-LR | Région des Fleuves                                 | Región de Los Ríos                                  |
| CL-MA | Région de Magallanes et de l'Antarctique chilien   | Región de Magallanes y de la Antártica Chilena      |
| CL-ML | Région du Maule                                    | Región del Maule                                    |
| CL-RM | Région Métropolitaine de Santiago (RM)             | Región Metropolitana de Santiago (RM)               |
| CL-NB | Région de Ñuble                                    | Región de Ñuble                                     |
| CL-TA | Région de Tarapacá                                 | Región de Tarapacá                                  |
| CL-VS | Région de Valparaíso                               | Región de Valparaíso                                |

## Référence
- (en) Cet article est partiellement ou en totalité issu de l’article de Wikipédia en anglais intitulé « ISO 3166-2:CL » (voir la liste des auteurs).